# ريموند في
ريموند في (بالإنجليزية: Raymond Fee)‏ (12 يناير 1903 – 2 يونيو 1983) هو ملاكم أمريكي راحل، مثّل بلاده في الألعاب الأولمبية الصيفية 1924.

## روابط خارجية
ريموند في على موقع بوكس ريك (الإنجليزية) (registration required)
- ريموند في على موقع أوليمبيديا (الإنجليزية)